# Герцеговинцы

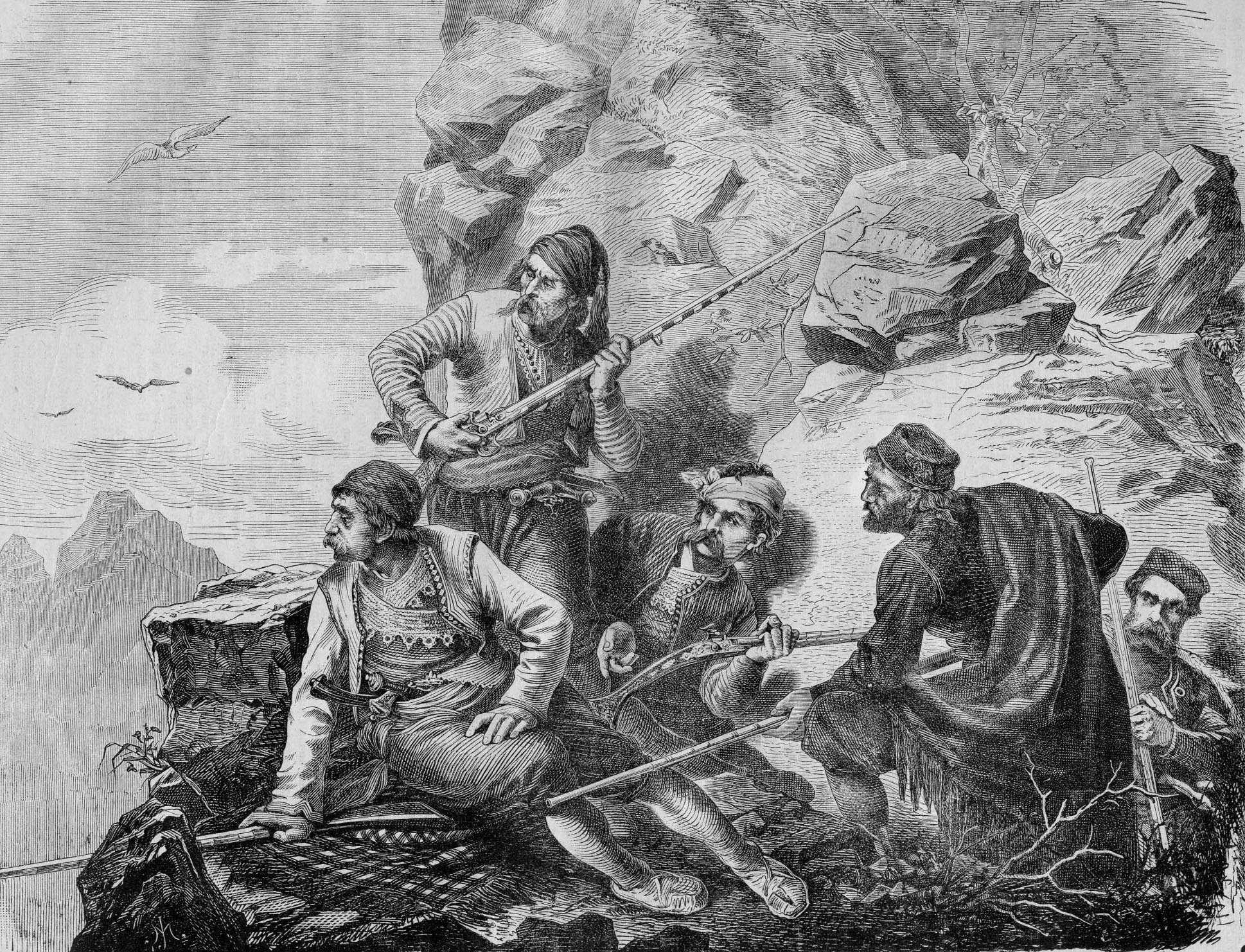
Герцеговинцы в засаде, иллюстрация из журнала «Srbadija», 1876 год

Герцегови́нцы (сербохорв. hercegovci / херцеговци) — название жителей Герцеговины, независимо от национальной принадлежности.
В этническом отношении состоят в основном из хорватов, босняков и сербов. В гражданском являются боснийцами, т. е. жителями Боснии и Герцеговины. По вероисповеданию в основном католики, мусульмане и православные. Герцеговинцы говорят на иекавском типе произношения сербохорватского языка.

## История
До распада «Старой Герцеговины» в 1860—1913 годах герцеговинцами являлись также жители западных районов современной Сербии и Черногории (Черногорская Герцеговина). Именно на основе восточногерцеговинского диалекта в первой половине XIX века Вуком Караджичем был разработан литературный сербохорватский язык.

### Этнографические особенности
Хорватский историк Векослав Клаич считал герцеговинцев жестокими и дерзкими, в отличие от мирных и флегматичных босняков.
В русском дореволюционном издании «Босния и Герцеговина. Очерки оккупационной провинции Австро-Венгрии» отмечалось: «В общем облике босняка и герцеговинца разница несомненна. Босняк деревни более тяжеловесен, чем герцеговинец... герцеговинец суровее босняка, у которого больше мягкости в обращении... Герцеговинец свободолюбив, храбр, смел до отчаяния. Герцеговинец более подвижен и восприимчив и оттого вспыльчивее босняка. Боснякам не свойственна злопамятность, герцеговинец — мстителен».
Как отмечал Энциклопедический словарь Брокгауза и Ефрона:

Православные населяют наиболее гористые местности Герцеговины, вместе с верою они сохранили живое чувство народности и по этнографическим своим особенностям мало чем отличаются от черногорцев. Занимая большею частью малодоступные ложбины и высоты, они мало поддавались турецкому гнёту... Потому и теперь в них нет той приниженности и скрытности, которой отличается бывшая боснийская райя... Герцеговинцы-католики живут в западной части Герцеговины... Во время турецкого ига они находили энергичную защиту в лице своего духовенства, поэтому они менее воинственны и чувство народности в них заглохло... Герцеговинцы-магометане особенно многочисленны на севере... Прониклись фанатической привязанностью к новой вере и ея главе — султану и враждою к христианству и христианам.